# Реликтовый нейтринный фон
Реликтовый нейтринный фон (имеется вариант космический нейтринный фон (cosmic neutrino background, сокр. CNB), популярный на Западе) - фоновое излучение частиц нейтрино во Вселенной, сформировавшееся в течение одной секунды после Большого взрыва.
Поскольку нейтрино редко взаимодействуют с веществом, данные частицы продолжают существовать и в настоящее время. Их энергия равна примерно 10−5 эВ. Температура равна -271,2°С (1.95 K).
Так как нейтрино очень трудно фиксировать, существование реликтового нейтринного фона является лишь предположением, однако доводы в пользу него считаются достаточно весомыми.

## Формирование первых нейтрино
В период до того, как нейтрино отделились от остальной материи, Вселенная в основном состояла из нейтрино, электронов, позитронов и фотонов, все частицы находились в тепловом равновесии друг с другом. Как только температура упала примерно до 2.5 МэВ, нейтрино отделились от остальной материи, и для практических целей все лептонные и фотонные взаимодействия с нейтрино прекратились.

## Расчёт температуры
Для измерения температуры CNB можно разделить два нужных для расчёта периода истории Вселенной на два режима:
- Первым режимом будет исходное состояние Вселенной, которым являлось абсолютное тепловое равновесие, на заключительной стадии которого фотоны и лептоны свободно создают друг друга посредством аннигиляции (лептоны создают фотоны) и образования пар (фотоны создают лептоны). Данным периодом обозначается первое время после Большого взрыва. В его последней стадии участвуют только фермионы с наименьшей возможной массой (электроны и позитроны), которые взаимодействуют с фотонами.
- Вторым режимом будет период, когда Вселенная расширилась настолько, что фотонно-лептонная плазма остынет до такой степени, что фотонам больше не хватит энергии для образования пар лептонов с наименьшей массой/энергией, а оставшиеся пары электрон–позитрон аннигилируют. Создаваемые ими фотоны холодные и затем неспособны создавать новые пары частиц. Это текущее состояние большей части Вселенной.

Несмотря на отделение нейтрино от остального вещества, имевшегося в то время во Вселенной, данные частицы и фотоны при той же температуре, что и Вселенная, расширявшаяся как «окаменелость» первого режима, поскольку и те, и другие охлаждались одинаково в ходе процесса расширения Вселенной, начиная с одной и той же начальной температуры. Однако, когда температура упала ниже двойной массы электрона, большинство электронов и позитронов аннигилировали, передавая свои тепло и энтропию фотонам, тем самым повышая их температуру. Таким образом, отношение температуры фотонов до и после аннигиляции электрон-позитронной пары равно отношению температуры нейтрино и фотонов в текущем втором режиме. Чтобы найти это отношение, мы предполагаем, что энтропия (обозначим её как s) Вселенной была приблизительно сохранена при аннигиляции электрон-позитронной пары. Затем, используя:
{\displaystyle s\propto g\,T^{3}~,}
где g - эффективное число степеней свободы, а T - температура фотонов. Как только реакции прекращаются, энтропия s должна оставаться неизменной при всех температурах ниже предельной, и мы обнаруживаем, что
{\displaystyle {\frac {\;T_{1}\;}{T_{2}}}=\left({\frac {\;g_{2}\;}{g_{1}}}\right)^{\tfrac {1}{3}}~,}
здесь {\displaystyle \;T_{1}\propto T_{\mathrm {\nu } }\;}обозначает самую низкую температуру, при которой образование пар и аннигиляция находились в равновесии; {\displaystyle \;T_{2}\propto T_{\mathrm {\gamma } }\;}обозначает температуру после того, как температура упала ниже температуры ниже {\displaystyle \;T_{1}\;} после того, как оставшиеся, но больше не обновляющиеся пары электрон-позитрон аннигилировали, внеся свой вклад в общую энергию фотонов.
Коэффициент {\displaystyle \;g_{1}\;}определяется суммой, основанной на видах частиц, участвующих в исходной равновесной реакции:
- + 2 для каждого фотона (или другого безмассового бозона, если таковые имеются)[3]
- +  7/4 для каждого электрона, позитрона или другого фермиона[3].

Коэффициент {\displaystyle \;g_{2}\;}равен просто 2, поскольку нынешний режим касается только фотонов, находящихся в тепловом равновесии максимум с самими собой.
Итого;
{\displaystyle {\frac {\;T_{\mathrm {\nu } }\;}{T_{\mathrm {\gamma } }}}={\frac {\;T_{1}\;}{T_{2}}}=\left({\frac {\;g_{2}\;}{g_{1}}}\right)^{\tfrac {1}{3}}=\left({\frac {2}{\;2+{\tfrac {7}{4}}+{\tfrac {\,7\,}{4}}\;}}\right)^{\tfrac {\,1\,}{3}}=\left({\frac {4}{\;11\;}}\right)^{\tfrac {\,1\,}{3}}\approx {0.714}~.}
Поскольку температура космического фонового излучения в настоящее время снизилась до 2,725 K, получается, что температура CNB в настоящее время равна:
{\displaystyle \;T_{\mathrm {\nu } }\approx {1.95}\,\mathrm {K} ~.}

## Косвенные доказательства существования
Релятивистские нейтрино вносят вклад в плотность энергии излучения Вселенной ρR, которая обычно характеризуется эффективным числом видов нейтрино Nν :
{\displaystyle \rho _{\mathrm {R} }={\frac {\pi ^{2}}{15}}T_{\mathrm {\gamma } }^{4}(1+z)^{4}\left[1+{\frac {7}{8}}N_{\mathrm {\nu } }\left({\frac {4}{11}}\right)^{\frac {4}{3}}\right],}
где z - красное смещение. Первый член в квадратных скобках относится к реликтовому излучению, второй — к CNB. Стандартная модель с тремя видами нейтрино предсказывает значение Nν ≃ 3,046, включая небольшую поправку, вызванную нетепловым искажением спектров при e+×e− аннигиляции. Плотность излучения оказала значительное влияние на различные физические процессы в ранней Вселенной, оставив потенциально обнаруживаемые следы в измеряемых величинах, что позволяет вывести значение Nν из наблюдений.